# Kastamonu
Kastamonu, autrefois Kastamone, est une ville de Turquie, préfecture de la province du même nom, située au bord de la mer Noire.

## Histoire
Ancienne citadelle des Comnène sous l'Empire byzantin, des sultans seldjoukides de Roum, puis siège de l'émirat turkmène de la dynastie Candar, la ville est conquise par les Ottomans entre 1397 et 1460. Elle devient le chef-lieu de l'eyalet de Kastamonu, devenu en 1864 le vilayet de Kastamonu.